# 19 dicembre
Il 19 dicembre è il 353º giorno del calendario gregoriano (il 354º negli anni bisestili). Mancano 12 giorni alla fine dell'anno.

## Eventi
- 1187 – Clemente III viene eletto papa
- 1777 – L'esercito di George Washington si acquartiera per l'inverno a Valley Forge, Pennsylvania
- 1793 – A Tolone Napoleone Bonaparte sconfigge gli inglesi e diventa generale
- 1842 – Gli Stati Uniti riconoscono l'indipendenza delle Hawaii
- 1843 – La casa editrice Chapman & Hall pubblica la prima edizione del Canto di Natale di Charles Dickens
- 1878 – Entra in carica il terzo governo Depretis
- 1909 – Viene fondato il Borussia Dortmund
- 1916 – Prima guerra mondiale: termina la battaglia di Verdun
- 1920 – Costantino I di Grecia ritorna sul trono di Grecia dopo la morte del precedente sovrano, il figlio Alessandro I di Grecia
- 1928 – Primo volo di un autogiro negli Stati Uniti
- 1935 – Vengono commercializzati gli slip, un nuovo modello di mutande.
- 1941 – Seconda guerra mondiale: quattrocento carabinieri italiani affrontano le forze corazzate inglesi nella battaglia di Eluet El Asel
- 1943 – A Chivasso, nel corso di un incontro clandestino organizzato da esponenti valligiani della Resistenza antifascista, viene sottoscritta la Dichiarazione dei rappresentanti delle popolazioni alpine
- 1945 – L'Austria diventa per la seconda volta una repubblica: la prima era stata interrotta dall'Anschluss nazista del 12 marzo 1938. Karl Renner, capo del Governo provvisorio dall'aprile 1945, dopo aver riportato in vigore la costituzione del 1920, diviene il primo presidente della Seconda Repubblica austriaca e lo rimane fino alla morte, il 31 dicembre 1950
- 1946 – Inizio della guerra d'Indocina
- 1961 – Annessione indiana di Goa
- 1962 – Il Nyasaland secede dalla federazione con la Rhodesia
- 1963
  - Zanzibar ottiene l'indipendenza dal Regno Unito e diventa una monarchia costituzionale guidata da un sultano
  - L'Explorer 19 viene lanciato nello spazio
- 1965 – Secondo turno delle elezioni presidenziali in Francia del 1965
- 1972 – L'Apollo 17, l'ultima missione dell'uomo sulla Luna, rientra sulla Terra
- 1974 – L'Altair 8800, il primo personal computer, viene messo in vendita
- 1976
  - I Beatles rifiutano un'offerta di 50 miliardi per tornare a suonare insieme in un concerto
  - La squadra italiana di Coppa Davis, composta da Corrado Barazzutti, Paolo Bertolucci, Adriano Panatta, Tonino Zugarelli e il capitano non giocatore Nicola Pietrangeli vince a Santiago del Cile la Coppa Davis
- 1978 – John Wayne Gacy viene arrestato per l'uccisione di 33 giovani
- 1980 – Anguilla diventa una dipendenza del Regno Unito separata da Saint Kitts e Nevis
- 1981 – La Spagna adotta la sua attuale bandiera
- 1983 – Viene avviata la commercializzazione di un nuovo computer Apple, il Lisa. È il primo personal computer a disporre di un mouse e di un'innovativa interfaccia grafica
- 1984 – Il Regno Unito e la Repubblica Popolare Cinese firmano la Dichiarazione congiunta sino-britannica, che cede Hong Kong alla sovranità cinese nel 1997
- 1996 – Gli Accordi di Schengen vengono estesi a Norvegia e Islanda
- 1997 – Esce il film Titanic
- 2001
  - La IBM dichiara di aver implementato l'Algoritmo di Shor usando un computer quantistico a risonanza magnetica nucleare, composto da molecole in cui 7 atomi fungono da qubit
  - Inizio della rivolta popolare denominata Cacerolazo in Argentina: determinerà la caduta del presidente Fernando de la Rúa
- 2002 – Esce la terza versione del Mac OS X Jaguar
- 2005 – Viene inaugurata la ferrovia Roma-Napoli ad alta velocità
- 2012 – La Kodak fallisce
- 2013 – Il satellite Gaia viene lanciato dall'Agenzia Spaziale Europea
- 2016
  - Ad Ankara, in Turchia, viene ucciso Andrej Karlov, l'ambasciatore russo, durante una sparatoria
  - Attentato di Berlino: un tir si scaglia su un mercatino di Natale, provocando 12 morti e 48 feriti

## Nati
Ci sono circa 1 070 voci su persone nate il 19 dicembre; vedi la pagina Nati il 19 dicembre per un elenco descrittivo o la categoria Nati il 19 dicembre per un indice alfabetico.

## Morti
Ci sono circa 500 voci su persone morte il 19 dicembre; vedi la pagina Morti il 19 dicembre per un elenco descrittivo o la categoria Morti il 19 dicembre per un indice alfabetico.

## Feste e ricorrenze

### Civili
Nazionali:
- India, Goa – Giorno della liberazione

### Religiose
Cristianesimo:
- Sant'Anastasio I, papa
- San Berardo da Teramo, vescovo
- Santi Dario, Zosimo, Paolo e Secondo, martiri
- Santa Fausta, martire a Roma
- Santi Francesco Saverio Hà Trong Mau e compagni, martiri
- San Gregenzio di Tafar, vescovo
- San Gregorio di Auxerre, vescovo
- Santa Samthann di Clonbroney, vergine
- Beati 6 padri mercedari
- Beato Berengario de Banares, mercedario
- Beato Guglielmo da Fenoglio, laico certosino
- Beate Maria Eva della Provvidenza Noiszewska e Maria Marta di Gesù Wolowska, martiri
- Beato Renato Dubroux, sacerdote e martire
- Beato Urbano V, papa

Religione romana antica e moderna:
- Opalia (Opi ad forum)
- Ludi Saturnali, terzo giorno
- Ludi del Sole, primo giorno